# Андрюшино (Иркутская область)
Андрюшино — село в Куйтунском районе Иркутской области России. Административный центр Андрюшинского муниципального образования.

## География
Находится примерно в 7 км к востоку от районного центра.

## Население
| 2002 | 2010 | 2011 | 2012 |
| ---- | ---- | ---- | ---- |
| 810  | ↘668 | ↘665 | ↘664 |

По данным Всероссийской переписи, в 2010 году в селе проживало 668 человек (328 мужчин и 340 женщин).